# Apirak Worawong
Apirak Worawong (tiếng Thái: อภิรักษ์ วรวงศ์) là một cầu thủ bóng đá người Thái Lan thi đấu cho câu lạc bộ ở Thai League 2side Chiangmai ở vị trí Thủ môn.

## Danh hiệu

### Quốc tế
U-21 Thái Lan
- Nations Cup (1): 2016